# Царственная цикада
Царственная цикада (лат. Megapomponia imperatoria) — вид певчих цикад, полужесткокрылых насекомых из подотряда цикадовых. Самая крупная цикада, общая длина тела достигает около 7 см, а размах крыльев 18—20 см. Распространена в Южной и Юго-Восточной Азии: Индии, Непале, Лаосе, Камбодже, Малайзии, Таиланде, Сингапуре, на островах Малайского архипелага (Калимантане, Суматре, Яве, Молуккских островах).
На голове спереди имеется центральное продольное чёрное пятно, поперечное чёрное пятно за глазами и чёрное пятно в передних углах темени. Переднеспинка имеет две центральные продольные черные линейные полосы, не заходящие за её центр, и чёрную точку в центре заднего края. Задний край зеленоватый с двумя черными точками с каждой стороны. Среднеспинка имеет две центральные черные точки противоконической формы, в месте соединения которых к заднему краю отходит продольная чёрная полоса, у её основания поперечная серия из четырёх черных точек, по чёрной точке на каждой латеральной дискальной области и иногда на переднем крае. На брюшке задние края брюшных сегментов четко обозначены чёрным цветом. Нижняя сторона тела охристо-коричневая или даже каштановая. Ноги охристо-коричневые с поперечными чёрными пестринами. Голени передних ног чёрные. Голени средней пары ног от основания до вершинной трети чёрные. Лапки передних и средних ног чёрные. Вершина рострума чёрная. Обе пары крыльев бледные, прозрачные с охристыми жилками. Костальные пластинки и базальные ячейки передних крыльев буроватые или охристые. Область в месте прикрепления крыльев к грудным сегментам имеет охристый или красноватый (цвет сангины) цвет. Поперечные жилки в основании второй, третьей, пятой и седьмой апикальных зон темные, на вершинах продольных жилок имеется ряд краевых точек.
Вид Megapomponia imperatoria сходен с видом Megapomponia merula, от которого отличается не чёрной, более крупной и менее поперечной крышечкой, а также наличием отметин на заднем крае переднеспинки.

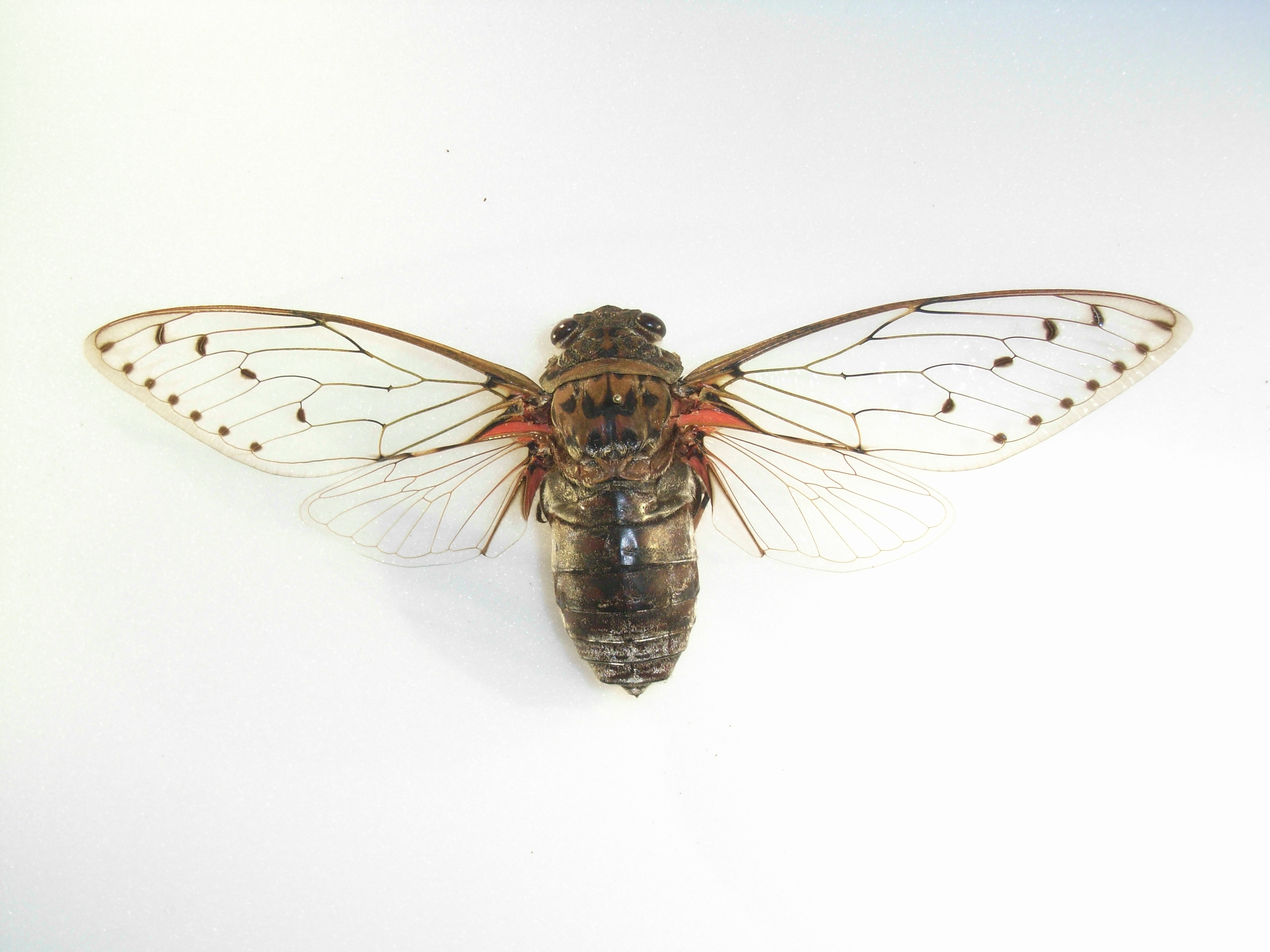
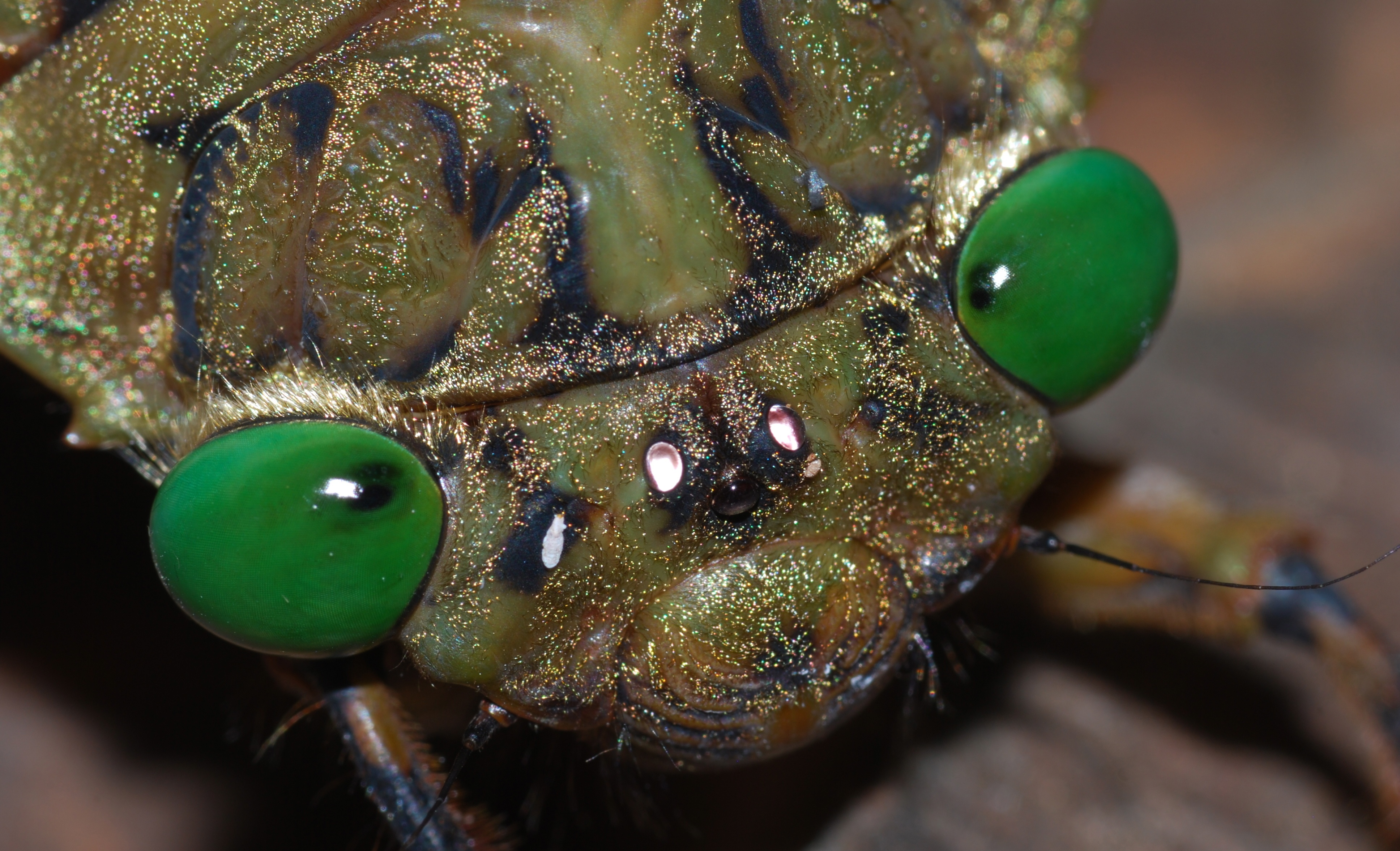

Вид Megapomponia imperatoria был описан британским зоологом Джоном Обадией Вествудом в 1842 году под протонимом Cicada imperatoria. К роду Megapomponia он был отнесен французским энтомологом Мишелем Буларом в 2005 году.